# Antaioserpens warro
Antaioserpens warro (варрегська змія) — вид отруйних змій родини аспідових (Elapidae). Ендемік Австралії.

## Поширення і екологія
Варрегські змії мешкають на півдні центрального Квінсленду, в басейні Варрего, зокрема в околицях Шарлевіля та Мітчелла. Вони живуть в південній частині поясу Брігалу, в евкаліптових і соснових рідколіссях, трапляються поблизу людських поселень.